# Phelpsiella
Phelpsiella es un  género monotípico de plantas herbáceas pertenecientes a la familia Rapateaceae. Su única especie: Phelpsiella ptericaulis Maguire, Mem. New York Bot. Gard. 10(1): 29 (1958), es originaria del sur de Venezuela en el Cerro Parú.